# Lophozia laxifolia
Lophozia laxifolia là một loài rêu tản trong họ Jungermanniaceae. Loài này được (Mont.) Grolle miêu tả khoa học lần đầu tiên năm 1964.